# Beastmaster III: The Eye of Braxus
Beastmaster III The Eye of Braxus (no Brasil, Olho do Mal) é um filme estado-unidense produzido e lançado nos cinemas em 1996. A direção foi da inglesa Gabrielle Beaumont. filme de espada e feitiçaria e uma sequência do filme de 1982 The Beastmaster, estrelado por Marc Singer.

## Filme
Na época dos bárbaros, um guerreiro conhecido como mestre da besta (Dar) tem que salvar seu irmão, o rei Tal, das garras do bruxo Lord Agon. O bruxo quer usar uma pedra chamada o Olho de Braxis, que pertence a Tal, para libertar o deus da escuridão e usar seus poderes em seu favor. Para ajudá-lo em sua missão, dar conta com o auxílio dos guerreiros: Seth, Shada, da feiticeira Morgana e dos animais que acompanham o herói em suas jornadas : um leão, uma águia e duas doninhas. 

## Elenco
- Marc Singer
- Tony Todd
- Keith Covlovris
- Sandra Hess
- Casper Van Dien
- Partick Kilpatrick
- Lesley-Anne Down
- David Warner